# Борец Фишера
Боре́ц Фи́шера (лат. Aconitum fischeri) — многолетнее травянистое растение, вид рода Борец (Aconitum) семейства Лютиковые (Ranunculaceae).
Вид назван в честь немецко-русского ботаника Фёдора Богдановича фон Фишера.

## Распространение и экология

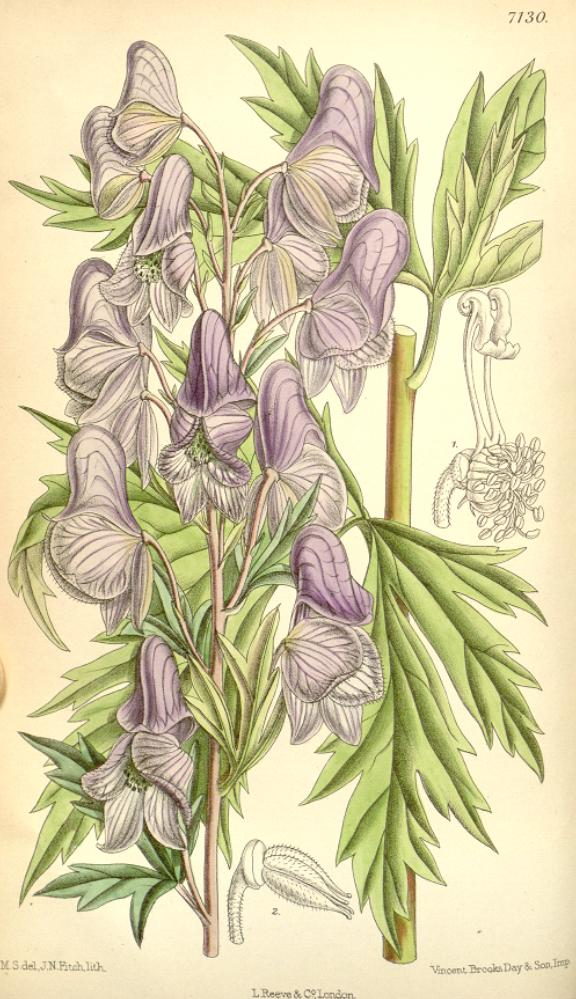
Ботаническая иллюстрация Джозефа Долтона Гукера из ботанического журнала «Curtis's botanical magazine» (1890)

Ареал вида охватывает Дальний Восток России (Камчатка, Сахалин), Китай и Корею. Описан с Камчатки по экземпляру из гербария Палласа.
Произрастает по береговым лесам на аллювиальных почвах, часто на прогалинах, где попадается большими группами; реже в березняках и ольховниках, ещё реже по травянистым склонам.

## Ботаническое описание
Клубни почти конические, к осени развиваются дополнительные клубни. Стебель высотой 1—1,6 м, круглый, крепкий, прямой, лишь изредка с извивающейся верхушкой, голый, иногда с едва заметным опушением в соцветии.
Листья глубоко-пальчато-надрезанные на 5—7 долей, плотные, иногда кожистые, нижние длиной до 8 см, верхние — 1—4 см, доли сближенные, клиновидно обратно-овальные с крупными острыми зубцами, ширина средней доли в нерасчлененной части 3—4 см. Сверху и снизу листья голые со скудным опушением из мелких курчавых волосков по жилкам, края мелко ресничатые.
Соцветие — редкая кисть, чаще простая. Цветки ярко-синие, редко белые, голые. Шлем куполообразно-кеглевидный, с вытянутым носиком, длиной 2—2,4 см, шириной 1,5—2 см, высотой на уровне носика до 1,5—1,8 см; средние доли околоцветника неравнобокие, тонкие, ресничатые, длиной около 1,5 см, шириной 1,5—1,7 см; нижние доли ланцетные, неравные, длиной 1,4—1,8 см, шириной, соответственно, 2,5—4 мм и 5—7 мм. Нектарники длиной до 8 мм, шириной до 5 мм, на почти прямом ноготке, с широко вздутой пластинкой и коротким (1—1,5 мм), головчатым шпорцем. Тычинки голые от середины расширенные; завязи в числе трёх, голые, с брюшной стороны слабо опушённые.

## Значение и применение
Ядовит. На Камчатке зафиксированы случаи отравления скота. Сок растения в прошлом использовался для отравления стрел.

## Таксономия
Вид Борец Фишера входит в род Борец (Aconitum) трибы Живокостные (Delphinieae) подсемейства Лютиковые (Ranunculoideae) семейства Лютиковые (Ranunculaceae) порядка Лютикоцветные (Ranunculales).
|  |                       |  |                                               |                                               |                                         |  | ещё четыре подсемейства (согласно Системе APG II) | ещё четыре подсемейства (согласно Системе APG II) |                                           |  |  |  | ещё 2 рода              | ещё 2 рода       |  |  |
|  |                       |  |                                               |                                               |                                         |  | ещё четыре подсемейства (согласно Системе APG II) | ещё четыре подсемейства (согласно Системе APG II) |                                           |  |  |  | ещё 2 рода              | ещё 2 рода       |  |  |
|  |                       |  |                                               | семейство Лютиковые                           |                                         |  |                                                   |                                                   | триба Живокостные                         |  |  |  |                         | вид Борец Фишера |  |  |
|  |                       |  |                                               | семейство Лютиковые                           |                                         |  |                                                   |                                                   | триба Живокостные                         |  |  |  |                         | вид Борец Фишера |  |  |
|  | порядок Лютикоцветные |  |                                               |                                               | подсемейство Лютиковые (Ranunculoideae) |  |                                                   |                                                   | род Борец, или Аконит                     |  |  |  |                         |                  |  |  |
|  | порядок Лютикоцветные |  |                                               |                                               |                                         |  |                                                   |                                                   |                                           |  |  |  |                         |                  |  |  |
|  |                       |  | ещё десять семейств (согласно Системе APG II) | ещё десять семейств (согласно Системе APG II) |                                         |  |                                                   | ещё восемь триб (согласно Системе APG II)         | ещё восемь триб (согласно Системе APG II) |  |  |  | ещё от 250 до 300 видов |                  |  |  |
|  |                       |  |                                               | ещё десять семейств (согласно Системе APG II) |                                         |  |                                                   |                                                   | ещё восемь триб (согласно Системе APG II) |  |  |  |                         |                  |  |  |